# Campeonato da Europa de Atletismo de 2010 - 400 m com barreiras masculino
A prova dos 400 metros com barreiras masculino do Campeonato da Europa de Atletismo de 2010 foi disputada entre os dias 28 e 31 de julho de 2010 no Lluís Companys em Barcelona,  na Espanha. 

## Recordes
Antes desta competição, os recordes mundiais e do campeonato nesta prova eram os seguintes:
|                       | Nome             | Nacionalidade      | Tempo | Local     | Data                  |
| --------------------- | ---------------- | ------------------ | ----- | --------- | --------------------- |
| Recorde mundial       | Kevin Young      | Estados Unidos     | 46s78 | Barcelona | 6 de agosto de 1992   |
| Recorde do campeonato | Harald Schmid    | Alemanha Ocidental | 47s48 | Atenas    | 8 de setembro de 1982 |
| Recorde europeu       | Stéphane Diagana | França             | 47s37 | Lausana   | 5 de julho de 1995    |

## Medalhistas
| Ouro             | Prata               | Bronze                   |
| Dai Greene (GBR) | Rhys Williams (GBR) | Stanislav Melnykov (UKR) |

## Cronograma
Todos os horários são locais (UTC+2).
| Data        | Hora  | Evento    |
| ----------- | ----- | --------- |
| 28 de julho | 12:50 | Bateria   |
| 29 de julho | 19:30 | Semifinal |
| 31 de julho | 20:10 | Final     |

## Resultados

### Bateria
Qualificação: 4 atletas de cada bateria (Q) mais os  4 melhores qualificados (q).
Bateria 1
| Posição | Raia | Atleta               | Nacionalidade | Tempo | Notas |
| ------- | ---- | -------------------- | ------------- | ----- | ----- |
| 1       | 4    | Aleksandr Derevyagin | Rússia        | 50.14 | Q     |
| 2       | 6    | Fadil Bellaabouss    | França        | 50.32 | Q     |
| 3       | 8    | Nathan Woodward      | Reino Unido   | 50.45 | Q     |
| 4       | 3    | Michal Uhlík         | Chéquia       | 50.47 | q     |
| 5       | 5    | Ignacio Sarmiento    | Espanha       | 51.82 |       |
| 6       | 2    | Silvestras Guogis    | Lituânia      | 53.38 |       |
| -       | 7    | Sotírios Iakovákis   | Grécia        |       | DSQ   |

Bateria 2
| Posição | Raia | Atleta             | Nacionalidade | Tempo | Notas |
| ------- | ---- | ------------------ | ------------- | ----- | ----- |
| 1       | 5    | Rhys Williams      | Reino Unido   | 49.35 | Q     |
| 2       | 4    | Periklīs Iakōvakīs | Grécia        | 49.49 | Q,    |
| 3       | 3    | Josef Prorok       | Chéquia       | 49.97 | Q,    |
| 4       | 7    | Attila Nagy        | Roménia       | 50.31 | q,    |
| 5       | 6    | Stef Vanhaeren     | Bélgica       | 50.71 | q,    |
| 6       | 2    | Tuncay Örs         | Turquia       | 51.41 |       |
| -       | 8    | Andreas Totsås     | Noruega       |       | DSQ   |

Bateria 3
| Posição | Raia | Atleta                | Nacionalidade | Tempo | Notas |
| ------- | ---- | --------------------- | ------------- | ----- | ----- |
| 1       | 6    | Stanislav Melnykov    | Ucrânia       | 50.32 | Q     |
| 2       | 3    | Heni Kechi            | França        | 50.50 | Q     |
| 3       | 2    | Nils Duerinck         | Bélgica       | 50.89 | Q     |
| 4       | 5    | Spirídon Papadópoulos | Grécia        | 51.25 |       |
| 5       | 4    | Diego Cabello         | Espanha       | 51.48 |       |
| 6       | 7    | João Ferreira         | Portugal      | 52.27 |       |
| 7       | 8    | Aarne Nirk            | Estónia       | 52.75 |       |
| 8       | 1    | Björgvin Vikingsson   | Islândia      | 54.46 |       |

Bateria 4
| Posição | Raia | Atleta             | Nacionalidade | Tempo | Notas |
| ------- | ---- | ------------------ | ------------- | ----- | ----- |
| 1       | 4    | David Dai Greene   | Reino Unido   | 50.11 | Q     |
| 2       | 5    | Michaël Bultheel   | Bélgica       | 50.48 | Q     |
| 3       | 2    | Sébastien Maillard | França        | 50.73 | Q     |
| 4       | 6    | Giacomo Panizza    | Itália        | 51.11 | q     |
| 5       | 8    | Fausto Santini     | Suíça         | 51.43 |       |
| 6       | 3    | Jussi Heikkilä     | Finlândia     | 52.46 |       |
| 7       | 7    | Rafal Omelko       | Polónia       | 52.54 |       |

### Semifinal

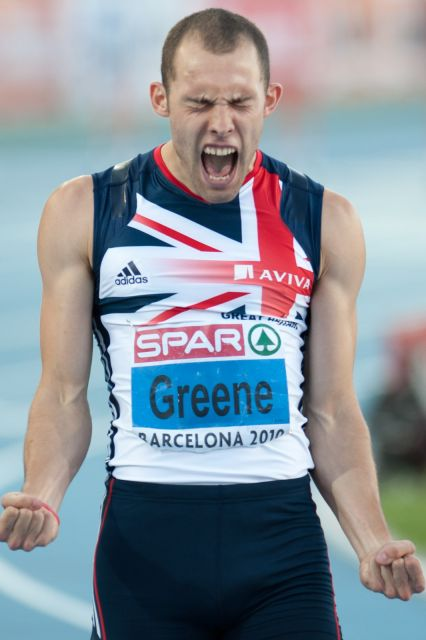
Dai Greene comemorando sua primeira vitória no campeonato principal

Qualificação: 3 atletas de cada bateria  (Q) mais os  2 melhores qualificados (q). 
Semifinal 1
| Posição | Raia | Atleta               | Nacionalidade | Tempo | Notas |
| ------- | ---- | -------------------- | ------------- | ----- | ----- |
| 1       | 3    | David Dai Greene     | Reino Unido   | 49.48 | Q     |
| 2       | 5    | Aleksandr Derevyagin | Rússia        | 49.85 | Q,    |
| 3       | 6    | Fadil Bellaabouss    | França        | 50.09 | Q     |
| 4       | 7    | Nathan Woodward      | Reino Unido   | 50.51 |       |
| 5       | 4    | Michaël Bultheel     | Bélgica       | 50.60 |       |
| 6       | 2    | Stef Vanhaeren       | Bélgica       | 50.86 |       |
| 7       | 1    | Michal Uhlík         | Chéquia       | 51.06 |       |
| 8       | 8    | Sébastien Maillard   | França        | 51.26 |       |

Semifinal 2
| Posição | Raia | Atleta             | Nacionalidade | Tempo | Notas |
| ------- | ---- | ------------------ | ------------- | ----- | ----- |
| 1       | 4    | Rhys Williams      | Reino Unido   | 49.61 | Q     |
| 2       | 6    | Stanislav Melnykov | Ucrânia       | 49.76 | Q     |
| 3       | 3    | Heni Kechi         | França        | 50.05 | Q     |
| 4       | 7    | Josef Prorok       | Chéquia       | 50.13 | q     |
| 5       | 5    | Periklīs Iakōvakīs | Grécia        | 50.33 | q     |
| 6       | 8    | Nils Duerinck      | Bélgica       | 50.46 |       |
| 7       | 1    | Giacomo Panizza    | Itália        | 51.46 |       |
| 8       | 2    | Attila Nagy        | Roménia       | 51.98 |       |

### Final
| Posição           | Raia | Atleta               | Nacionalidade | Reação | Tempo   | Notas                |
| ----------------- | ---- | -------------------- | ------------- | ------ | ------- | -------------------- |
| Medalha de ouro   | 3    | Dai Greene           | Reino Unido   | 0.175  | 48.12   |                      |
| Medalha de prata  | 5    | Rhys Williams        | Reino Unido   | 0.195  | 48.96   | Recorde pessoal      |
| Medalha de bronze | 6    | Stanislav Melnykov   | Ucrânia       | 0.314  | 49.09   | Recorde pessoal      |
| 4                 | 7    | Héni Kechi           | França        | 0.186  | 49.34   | Recorde pessoal      |
| 5                 | 1    | Periklis Iakovakis   | Grécia        | 0.225  | 49.38   | Recorde da temporada |
| 6                 | 2    | Josef Prorok         | Chéquia       | 0.217  | 49.68   | Recorde pessoal      |
| 7                 | 4    | Aleksandr Derevyagin | Rússia        | 0.200  | 49.70   | Recorde da temporada |
| 8                 | 8    | Fadil Bellaabouss    | França        | 0.180  | 1:02.94 |                      |

Legenda
| Recorde mundial       | Recorde mundial (World record)               |                       | Recorde africano                      | Recorde africano (African) |                                           | Q | Classificado por posição (Qualified) |
| Recorde do campeonato | Recorde do campeonato (Championship record)  | Recorde da América    | Recorde da América (Americas)         | q                          | Classificado por melhor tempo (Qualified) |   |                                      |
| Melhor marca do ano   | Melhor marca do ano (World leading)          | Recorde asiático      | Recorde asiático (Asian)              | DNS                        | Não largou (Did not start)                |   |                                      |
| Recorde nacional      | Recorde nacional (National record)           | Recorde europeu       | Recorde europeu (European)            | DNF                        | Não terminou (Did not finish)             |   |                                      |
| Recorde pessoal       | Recorde pessoal do atleta (Personal best)    | Recorde da Oceania    | Recorde da Oceania (Oceania)          | DSQ / DQ                   | Desclassificado (Disqualified)            |   |                                      |
| Recorde da temporada  | Recorde da temporada do atleta (Season best) | Recorde sul-americano | Recorde sul-americano (South America) | NM                         | Sem marca (No mark)                       |   |                                      |